# 미국 국립과학재단

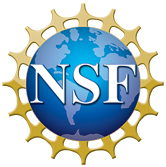

미국 국립과학재단(美國國立科學財團, National Science Foundation, NSF)은 미국 상무부 산하의 정부 기관이다.

## 같이 보기
- 미국 과학 진흥 협회
- 과학 문해